# 歐洲體操錦標賽
歐洲體操錦標賽（European Gymnastics Championships）是歐洲的一項團體錦標賽，可分為多項比賽包含男子或女子競技體操、女子韻律體操、男或女彈翻床等。